# Islamisches Revolutionsgericht
Das Islamische Revolutionsgericht ist ein Sondergericht der Islamischen Republik Iran gegen jene, die die islamische Regierung im Iran stürzen wollen. Es wurde 1979 nach der Islamischen Revolution (Sturz des Schahs von Persien) eingerichtet. Von Februar 1979 bis Juni 1981 amtierte Sadegh Chalchali als oberster Richter des Revolutionsgerichts.

## Rechtsprechung
Nach offiziellen Angaben der iranischen Regierung verfolgt die Rechtsprechung folgende Ziele:
1. Gegen alle Angriffe auf die innere und äußere Sicherheit des Landes, die sich durch Kämpfe oder andere Verhaltensweisen weltweit ereignen.
2. Gegen verleumderische und gotteslästerliche Äußerungen gegen den Gründer der Islamischen Republik Iran Ruhollah Chomeini sowie dessen Nachfolger als Staatsoberhaupt Seyyed Ali Chamene’i.
3. Gegen die Konspiration gegen die Islamische Republik Iran sowie Verhinderung des Tragens von Waffen, Terrorismus sowie die Verhinderung der Zerstörung von Gebäuden.
4. Verhinderung von Spionage.
5. Gegen alle Verbrechen im Zusammenhang mit Schmuggel und Rauschgift.
6. Alle Verfahren, die im Zusammenhang mit Artikel 49 (Beschlagnahme) der Verfassung der Islamischen Republik Iran stehen.

Das Gericht verfolgt auch Nichtkleriker, die als Angestellte der Regierung die bewaffnete islamische Revolution nicht unterstützen. Das Islamische Revolutionsgericht hält auch nichtöffentliche Standgerichte ab. In der Vergangenheit gelangten allerdings durch regierungsnahe Indiskretion dennoch Einzelheiten an die Öffentlichkeit. Das Islamische Revolutionsgericht sieht keine Geschworenen vor. Die Entscheidung und Aburteilung liegt in den Händen eines einzelnen Richters.

## Menschenrechtsverletzungen
Das Islamische Revolutionsgericht ist in der Vergangenheit, insbesondere in den 1980er Jahren, durch die Verurteilung und Hinrichtung von tausenden Anhängern eines säkularen Staates sowie von Kommunisten und Anhängern der Volksmudschahedin bekannt geworden. Nach den wegen Wahlfälschungsvorwürfen umstrittenen iranischen Präsidentschaftswahlen 2009 verurteilte die 15te Abteilung des Gerichts unter Vorsitz des Richters Abolqasem Salavati zahlreiche Oppositionelle zu langjährigen Haftstrafen und wegen angeblicher Gottesfeindschaft zum Tode.
Ende Januar 2023 wurde vermeldet, dass ein junges verlobtes Pärchen von einem islamischen Revolutionsgericht wegen „Verstoßes gegen die nationale Sicherheit und Verbreitung von Verderbtheit“ zu 10 ½ Jahren Freiheitsstrafe verurteilt worden war, weil es auf dem Azadi-Platz, vor dem Freiheitsturm (dem Wahrzeichen des modernen Teheran) getanzt hatte, dabei gefilmt wurde und die Frau des Pärchens dabei kein Kopftuch trug. Das Pärchen war im November 2022 im Zuge der Proteste im Iran festgenommen worden.